# Článek prstu
Články prstů (latinsky phalanges digitorum) jsou dlouhé kosti na prstech ruky či nohy, které jsou mezi sebou spojeny pomocí kloubů.  

## Články prstů ruky
Na ruce navazují články prstů na záprstní kosti, se kterými společně utvářejí kostěný základ prstů na ruce. Jde o párové kosti, na každé ruce jich má člověk celkem čtrnáct. Každý prst lidské ruky se dělí na tři články, a to kromě palce, který se dělí na články dva (u palce totiž chybí mediální článek).
Články prstů na ruce (kromě palce) se dělí na:
- Proximální článek (phalanx proximalis) – nejdelší
- Mediální článek (phalanx medialis) – středně dlouhý, na jeho okrajích se nacházejí jemné hrany určené k úponům flexorových šlach
- Distální článek (phalanx distalis) – nejkratší

Latinsky se články prstů ruky nazývají phalanges digitorum manus.

## Články prstů nohy
Jednotlivé články prstů mají i prsty na noze, zde jsou však nazývány jako články prstců. Latinsky se články prstů nohy nazývají phalanges digitorum pedis.